# Cosmia cinetes
Cosmia cinetes là một loài bướm đêm trong họ Noctuidae.